# Модрени (Бузау)
Модрени (рум. Modreni) насеље је у Румунији у округу Бузау у општини Ваља Салчеј. Oпштина се налази на надморској висини од 389 m.

## Становништво
Према подацима из 2002. године у насељу је живело 359 становника, од којих су сви румунске националности.